# Nihoa gressitti
Nihoa gressitti là một loài nhện trong họ Barychelidae. Loài này phân bố ờ New Guinea.